# Lars Oostveen
Pour les articles homonymes, voir Oostveen.
 (mai 2021).
Si vous disposez d'ouvrages ou d'articles de référence ou si vous connaissez des sites web de qualité traitant du thème abordé ici, merci de compléter l'article en donnant les références utiles à sa vérifiabilité et en les liant à la section « Notes et références ».
 (mai 2021).
La mise en forme du texte ne suit pas les recommandations de Wikipédia : il faut le « wikifier ».
Les points d'amélioration suivants sont les cas les plus fréquents :
- Les titres sont pré-formatés par le logiciel. Ils ne sont ni en capitales, ni en gras.
- Le texte ne doit pas être écrit en capitales (les noms de famille non plus), ni en gras, ni en italique, ni en « petit »…
- Le gras n'est utilisé que pour surligner le titre de l'article dans l'introduction, une seule fois.
- L'italique est rarement utilisé : mots en langue étrangère, titres d'œuvres, noms de bateaux, etc.
- Les citations ne sont pas en italique mais en corps de texte normal. Elles sont entourées par des guillemets français : « et ».
- Les listes à puces sont à éviter, des paragraphes rédigés étant largement préférés. Les tableaux sont à réserver à la présentation de données structurées (résultats, etc.).
- Les appels de note de bas de page (petits chiffres en exposant, introduits par l'outil «  Source ») sont à placer entre la fin de phrase et le point final[comme ça].
- Les liens internes (vers d'autres articles de Wikipédia) sont à choisir avec parcimonie. Créez des liens vers des articles approfondissant le sujet. Les termes génériques sans rapport avec le sujet sont à éviter, ainsi que les répétitions de liens vers un même terme.
- Les liens externes sont à placer uniquement dans une section « Liens externes », à la fin de l'article. Ces liens sont à choisir avec parcimonie suivant les règles définies. Si un lien sert de source à l'article, son insertion dans le texte est à faire par les notes de bas de page.
- La présentation des références doit suivre les conventions bibliographiques. Il est recommandé d'utiliser les modèles {{Ouvrage}}, {{Chapitre}}, {{Article}}, {{Lien web}} et/ou {{Bibliographie}}. Le mode d'édition visuel peut mettre en forme automatiquement les références.
- Insérer une infobox (cadre d'informations à droite) n'est pas obligatoire pour parachever la mise en page.

Pour une aide détaillée, merci de consulter Aide:Wikification.
Si vous pensez que ces points ont été résolus, vous pouvez retirer ce bandeau et améliorer la mise en forme d'un autre article.
Lars Oostveen (né le 6 septembre 1976 à Heiloo, Pays-Bas), également connu sous son nom de scène Lawrence Ray, est un présentateur, acteur et producteur néerlandais.

## Biographie
Lars Oostveen a étudié au Hoger economisch en administratief onderwijs et à l'université de Nyenrode  aux Pays-Bas, ainsi qu'à la Mountview Academy of Theatre Arts à Londres.
Il a d'abord acquis une certaine notoriété en tant que vidéo-jockey sur MTV Europe de 1996 à 1999, où il interviewait des musiciens de premier plan. Dans le feuilleton néerlandais Lotte qui était une adaptation de la production Colombienne Yo soy Betty, la fea (Je suis Betty, la moche), il a joué le rôle de Vico Maesland dans 235 épisodes. Il a animé plusieurs productions à la radio et à la télévision néerlandaises, ainsi que sur la chaîne Discovery Channel.
Oostveen parle couramment le néerlandais, l'anglais, l'espagnol, l'allemand, le français et l'italien, ce qui lui a valu d'apparaître à la télévision scolaire. Dans la série de cours de langue extr@, il a joué le rôle de Sam Scott, un Américain, dans les versions française, allemande et espagnole. La série existe aussi en version anglaise.